# NSKK

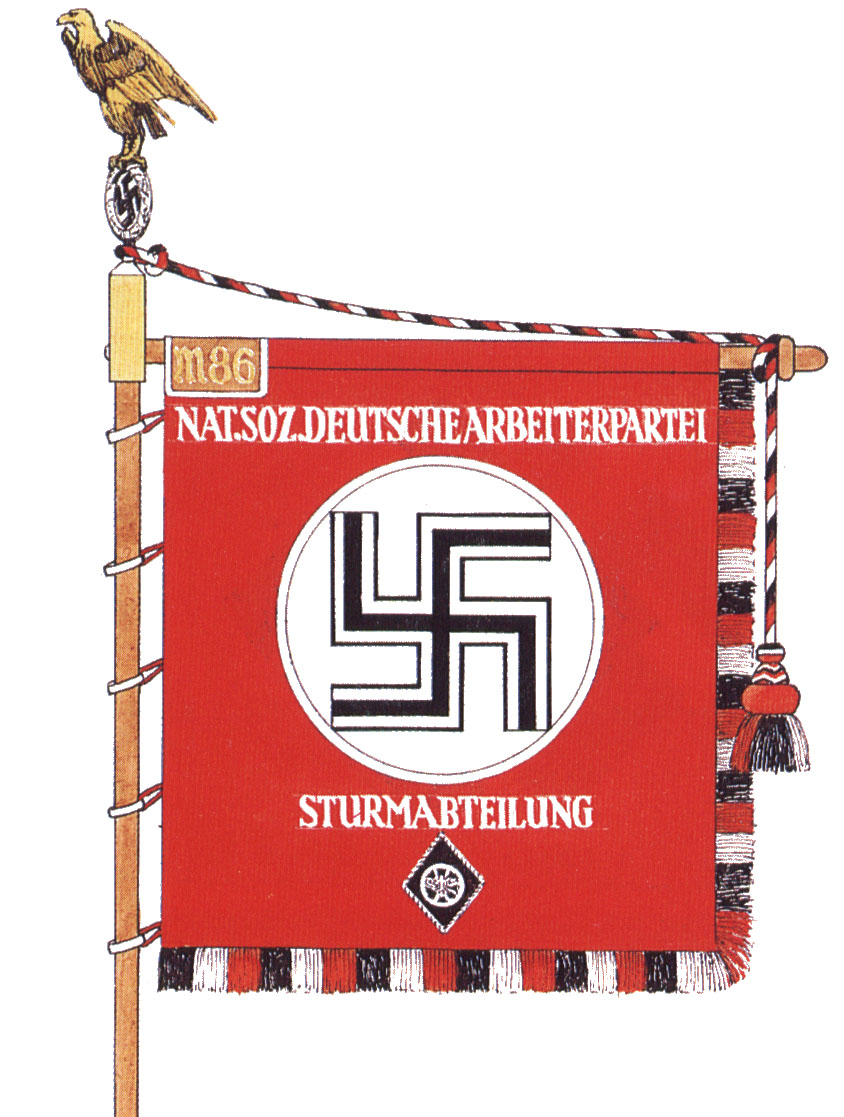
Estandarte do Motorstandarte 86

O NSKK (Nationalsozialistische Kraftfahrkorps - Corpo de Transporte Motorizado Nacional-Socialista) foi uma
organização paramilitar do NSDAP, ativa entre 1931 e 1945. O grupo foi criado com o 
objetivo de substituir o Nationalsozialistischen Automobilkorps 
controlado pela SA. O NSKK era composto por motoristas, mecânicos e motociclistas, esteve sob a liderança de Adolf Hühnlein e após sua morte o comando foi passado para Erwin Kraus.

## Membros
O objetivo primário do NSKK era educar seus membros com habilidades de direção e também deixá-los aptos à execução de tarefas de manutenção de automóveis e motos. Para ser membro não era necessário possuir a carteira de habilitação e portanto, o treinamento deveria suprimir qualquer inexperiência.
A organização também serviu como apoio logístico ao exército alemão, bem como para a organização de eventos de propaganda e paradas motorizadas.
Membros notáveis:
- Albert Bormann (irmão de Martin Bormann)
- Franz Josef Stalin
- Hans Globke
- Carlos Eduardo, duque de Saxe-Coburgo-Gota
- Bernardo de Lippe-Biesterfeld